# Interlands Togolees voetbalelftal 2010-2019
Deze pagina toont een chronologisch en gedetailleerd overzicht van de interlands die het Togolees voetbalelftal speelt en heeft gespeeld in de periode 2010 – 2019. In dit decennium nam Togo vooralsnog deel aan twee edities van het Afrikaans kampioenschap voetbal (kwartfinaleplaats in 2013), maar wist het zich nog niet te plaatsen voor het wereldkampioenschap voetbal.

## Interlands

### 2010
|                                                             |                                                                                |       |      |                                                                                    |
| 19 mei Vriendschappelijk № 356 «onderlinge duels» 17:00 uur | Gabon                                                                          | 3 – 0 | Togo | Stade François Coty, Ajaccio Toeschouwers: 1.200 Scheidsrechter: Johan Hamel (FRA) |
| 19 mei Vriendschappelijk № 356 «onderlinge duels» 17:00 uur | Pierre-Emerick Aubameyang 16' Ousséni Labo 27' (e.d.) Fabrice do Marcolino 84' |       |      | Stade François Coty, Ajaccio Toeschouwers: 1.200 Scheidsrechter: Johan Hamel (FRA) |

|                                                                        |                                        |       |                                  |                                                                                                |
| 1 juli Kwalificatie AK 2012 Groep K № 357 «onderlinge duels» 18:00 uur | Tsjaad                                 | 2 – 2 | Togo                             | Stade Idriss Mahamat Ouya, Ndjamena Toeschouwers: 15.000 Scheidsrechter: Mohamed Benouza (ALG) |
| 1 juli Kwalificatie AK 2012 Groep K № 357 «onderlinge duels» 18:00 uur | Léger Djimrangar 20' Marius Mbaiam 28' |       | 25' Sapol Mani 68' Marius Mbaiam | Stade Idriss Mahamat Ouya, Ndjamena Toeschouwers: 15.000 Scheidsrechter: Mohamed Benouza (ALG) |

|                                                                        |                      |       |                           |                                                                                |
| 9 juli Kwalificatie AK 2012 Groep K № 358 «onderlinge duels» 15:00 uur | Togo                 | 1 – 1 | Malawi                    | Stade de Kégué, Lomé Toeschouwers: 8.000 Scheidsrechter: Djamel Haimoudi (ALG) |
| 9 juli Kwalificatie AK 2012 Groep K № 358 «onderlinge duels» 15:00 uur | Backer Aloenouvo 75' |       | 18' Hellings Mwakasungula | Stade de Kégué, Lomé Toeschouwers: 8.000 Scheidsrechter: Djamel Haimoudi (ALG) |

|                                                                  |                 |       |      |                                                                            |
| 11 augustus Vriendschappelijk № 359 «onderlinge duels» 22:00 uur | Saoedi-Arabië   | 1 – 0 | Togo | Prins Faisal bin Fahadstadion, Riyad Scheidsrechter: Nawaf Shukralla (BHR) |
| 11 augustus Vriendschappelijk № 359 «onderlinge duels» 22:00 uur | Saud Kariri 43' |       |      | Prins Faisal bin Fahadstadion, Riyad Scheidsrechter: Nawaf Shukralla (BHR) |

|                                                                             |                                           |       |                 |                                                                                    |
| 4 september Kwalificatie AK 2012 Groep K № 360 «onderlinge duels» 16:00 uur | Botswana                                  | 2 – 1 | Togo            | Nationaal stadion, Gaborone Toeschouwers: 15.000 Scheidsrechter: Issa Kagabo (RWA) |
| 4 september Kwalificatie AK 2012 Groep K № 360 «onderlinge duels» 16:00 uur | Joel Mogorosi 6' Jerome Ramatlhakwane 54' |       | 45' Serge Gakpé | Nationaal stadion, Gaborone Toeschouwers: 15.000 Scheidsrechter: Issa Kagabo (RWA) |

|                                                                            |                |       |                                    |                                                                                     |
| 10 oktober Kwalificatie AK 2012 Groep K № 361 «onderlinge duels» 15:30 uur | Togo           | 1 – 2 | Tunesië                            | Stade de Kégué, Lomé Toeschouwers: 27.000 Scheidsrechter: Khalid Abdel Rahman (SUD) |
| 10 oktober Kwalificatie AK 2012 Groep K № 361 «onderlinge duels» 15:30 uur | Sapol Mani 40' |       | 38' Issam Jemâa 83' Amine Chermiti | Stade de Kégué, Lomé Toeschouwers: 27.000 Scheidsrechter: Khalid Abdel Rahman (SUD) |

|                                                                             |      |       |        |                                                                                |
| 17 november Kwalificatie AK 2012 Groep K № 362 «onderlinge duels» 15:00 uur | Togo | 0 – 0 | Tsjaad | Stade de Kégué, Lomé Toeschouwers: 5.000 Scheidsrechter: Koman Coulibaly (MLI) |
| 17 november Kwalificatie AK 2012 Groep K № 362 «onderlinge duels» 15:00 uur |      |       |        | Stade de Kégué, Lomé Toeschouwers: 5.000 Scheidsrechter: Koman Coulibaly (MLI) |

### 2011
|                                                                 |                                                                                   |       |                          |                                                                                    |
| 8 februari Vriendschappelijk № 363 «onderlinge duels» 20:00 uur | Ghana                                                                             | 4 – 1 | Togo                     | Bosuilstadion, Antwerpen Toeschouwers: 1.500 Scheidsrechter: Peter Vervecken (BEL) |
| 8 februari Vriendschappelijk № 363 «onderlinge duels» 20:00 uur | Dominic Adiyiah 10' Jonathan Mensah 60' Serge Akakpo 69' (e.d.) Samuel Inkoom 84' |       | 48' (pen.) Komlan Amewou | Bosuilstadion, Antwerpen Toeschouwers: 1.500 Scheidsrechter: Peter Vervecken (BEL) |

|                                                                          |                    |       |      |                                                                                         |
| 26 maart Kwalificatie AK 2012 Groep K № 364 «onderlinge duels» 15:00 uur | Malawi             | 1 – 0 | Togo | Kamuzustadion, Blantyre Toeschouwers: 25.000 Scheidsrechter: Mal Souley Mohamadou (CMR) |
| 26 maart Kwalificatie AK 2012 Groep K № 364 «onderlinge duels» 15:00 uur | Essau Kanyenda 17' |       |      | Kamuzustadion, Blantyre Toeschouwers: 25.000 Scheidsrechter: Mal Souley Mohamadou (CMR) |

|                                                                  |                                                               |       |                                                           |                                      |
| 10 augustus Vriendschappelijk № 365 «onderlinge duels» 17:00 uur | Niger                                                         | 3 – 3 | Togo                                                      | Stade Général Seyni Kountché, Niamey |
| 10 augustus Vriendschappelijk № 365 «onderlinge duels» 17:00 uur | Moussa Maâzou 44' (pen.) Moussa Maâzou 70' Kamilou Daouda 79' |       | 2' Komlan Améwou 43' Kondo Arimiyaou 62' Backer Aloenouvo | Stade Général Seyni Kountché, Niamey |

|                                                                             |                     |       |          |                                                                              |
| 4 september Kwalificatie AK 2012 Groep K № 366 «onderlinge duels» 17:00 uur | Togo                | 1 – 0 | Botswana | Stade de Kégué, Lomé Toeschouwers: 8.000 Scheidsrechter: Denis Dembélé (CIV) |
| 4 september Kwalificatie AK 2012 Groep K № 366 «onderlinge duels» 17:00 uur | Kondo Arimiyaou 23' |       |          | Stade de Kégué, Lomé Toeschouwers: 8.000 Scheidsrechter: Denis Dembélé (CIV) |

|                                                                           |                                    |       |      |                          |
| 8 oktober Kwalificatie AK 2012 Groep K № 367 «onderlinge duels» 16:00 uur | Tunesië                            | 2 – 0 | Togo | Olympisch Stadion, Radès |
| 8 oktober Kwalificatie AK 2012 Groep K № 367 «onderlinge duels» 16:00 uur | Walid Hichri 19' Saber Khelifa 79' |       |      | Olympisch Stadion, Radès |

|                                                                                  |                        |       |                 |                                                                                          |
| 11 november Kwalificatie WK 2014 Eerste ronde № 368 «onderlinge duels» 16:00 uur | Guinee-Bissau          | 1 – 1 | Togo            | Estadio 24 de Setembro, Bissau Toeschouwers: 3.000 Scheidsrechter: Malang Diedhiou (SEN) |
| 11 november Kwalificatie WK 2014 Eerste ronde № 368 «onderlinge duels» 16:00 uur | Basile de Carvalho 38' |       | 32' Serge Gakpé | Estadio 24 de Setembro, Bissau Toeschouwers: 3.000 Scheidsrechter: Malang Diedhiou (SEN) |

|                                                                                  |                 |       |               |                                                                               |
| 15 november Kwalificatie WK 2014 Eerste ronde № 369 «onderlinge duels» 15:30 uur | Togo            | 1 – 0 | Guinee-Bissau | Stade de Kégué, Lomé Toeschouwers: 25.000 Scheidsrechter: Mal Mohamadou (CMR) |
| 15 november Kwalificatie WK 2014 Eerste ronde № 369 «onderlinge duels» 15:30 uur | Jonas 3' (e.d.) |       |               | Stade de Kégué, Lomé Toeschouwers: 25.000 Scheidsrechter: Mal Mohamadou (CMR) |

### 2012
|                                                                                  |                                    |       |                   |                                                                                               |
| 29 februari Kwalificatie AK 2013 Eerste ronde № 370 «onderlinge duels» 16:00 uur | Kenia                              | 2 – 1 | Togo              | Nationaal stadion, Nairobi Toeschouwers: 28.000 Scheidsrechter: Rajindraparsad Seechurn (MRI) |
| 29 februari Kwalificatie AK 2013 Eerste ronde № 370 «onderlinge duels» 16:00 uur | James Situma 22' Allan Wetende 69' |       | 41' Razak Boukari | Nationaal stadion, Nairobi Toeschouwers: 28.000 Scheidsrechter: Rajindraparsad Seechurn (MRI) |

|                                                             |                                                      |       |      |                              |
| 22 mei Vriendschappelijk № 371 «onderlinge duels» 18:30 uur | Egypte                                               | 3 – 0 | Togo | Al-Merreikhstadion, Omdurman |
| 22 mei Vriendschappelijk № 371 «onderlinge duels» 18:30 uur | Mohamed Nagy 26' Mohamed Salah 51' Mohamed Salah 86' |       |      | Al-Merreikhstadion, Omdurman |

|                                                                        |                  |       |                 |                                                                                 |
| 3 juni Kwalificatie WK 2014 Groep I № 372 «onderlinge duels» 16:30 uur | Togo             | 1 – 1 | Libië           | Stade de Kégué, Lomé Toeschouwers: 15.000 Scheidsrechter: Koman Coulibaly (MLI) |
| 3 juni Kwalificatie WK 2014 Groep I № 372 «onderlinge duels» 16:30 uur | Kalen Damessi 8' |       | 16' Ahmed Zuway | Stade de Kégué, Lomé Toeschouwers: 15.000 Scheidsrechter: Koman Coulibaly (MLI) |

|                                                                         |                                               |       |      |                                                                                      |
| 10 juni Kwalificatie WK 2014 Groep I № 373 «onderlinge duels» 15:30 uur | Congo-Kinshasa                                | 2 – 0 | Togo | Stade de Martyrs, Kinshasa Toeschouwers: 50.000 Scheidsrechter: Mohamed Farouk (EGY) |
| 10 juni Kwalificatie WK 2014 Groep I № 373 «onderlinge duels» 15:30 uur | Trésor Mputu 23' Dieumerci Mbokani 81' (pen.) |       |      | Stade de Martyrs, Kinshasa Toeschouwers: 50.000 Scheidsrechter: Mohamed Farouk (EGY) |

|                                                                              |                     |       |       |                                                                             |
| 17 juni Kwalificatie AK 2013 Eerste ronde № 374 «onderlinge duels» 16:30 uur | Togo                | 1 – 0 | Kenia | Stade de Kégué, Lomé Toeschouwers: 34.000 Scheidsrechter: Sidi Alioum (CMR) |
| 17 juni Kwalificatie AK 2013 Eerste ronde № 374 «onderlinge duels» 16:30 uur | Serge Gakpékani 59' |       |       | Stade de Kégué, Lomé Toeschouwers: 34.000 Scheidsrechter: Sidi Alioum (CMR) |

|                                                                  |      |                                                            |              |                                                                                            |
| 14 augustus Vriendschappelijk № 375 «onderlinge duels» 15:00 uur | Togo | 0 – 3                                                      | Burkina Faso | Stade Municipal Saint-Leu-la-Forêt, Saint-Leu-la-Forêt Scheidsrechter: Bruno Derrien (FRA) |
| 14 augustus Vriendschappelijk № 375 «onderlinge duels» 15:00 uur |      | 62' Aboubacar Ouattara 67' Mohamed Koffi 72' Mohamed Koffi |              | Stade Municipal Saint-Leu-la-Forêt, Saint-Leu-la-Forêt Scheidsrechter: Bruno Derrien (FRA) |

|                                                                                  |                   |       |                       |                                                                                        |
| 8 september Kwalificatie AK 2013 Tweede ronde № 376 «onderlinge duels» 15:30 uur | Gabon             | 1 – 1 | Togo                  | Stade d'Angondjé, Libreville Toeschouwers: 25.0000 Scheidsrechter: Janny Sikazwe (ZAM) |
| 8 september Kwalificatie AK 2013 Tweede ronde № 376 «onderlinge duels» 15:30 uur | Daniel Cousin 69' |       | 82' Emmanuel Adebayor | Stade d'Angondjé, Libreville Toeschouwers: 25.0000 Scheidsrechter: Janny Sikazwe (ZAM) |

|                                                                                 |                                     |       |                               |                                                                                         |
| 14 oktober Kwalificatie AK 2013 Tweede ronde № 377 «onderlinge duels» 16:30 uur | Togo                                | 2 – 1 | Gabon                         | Stade de Kégué, Lomé Toeschouwers: 30.000 Scheidsrechter: Rajindraparsad Seechurn (MRI) |
| 14 oktober Kwalificatie AK 2013 Tweede ronde № 377 «onderlinge duels» 16:30 uur | Dové Womé 34' Emmanuel Adebayor 55' |       | 78' Pierre-Emerick Aubameyang | Stade de Kégué, Lomé Toeschouwers: 30.000 Scheidsrechter: Rajindraparsad Seechurn (MRI) |

|                                                                  |         |                       |      |                                                                   |
| 14 november Vriendschappelijk № 378 «onderlinge duels» 18:00 uur | Marokko | 0 – 1                 | Togo | Stade Mohammed V, Casablanca Scheidsrechter: Bakary Gassama (GAM) |
| 14 november Vriendschappelijk № 378 «onderlinge duels» 18:00 uur |         | 75' Emmanuel Adebayor |      | Stade Mohammed V, Casablanca Scheidsrechter: Bakary Gassama (GAM) |

|                                                                  |      |               |      |                     |
| 29 december Vriendschappelijk № 379 «onderlinge duels» 18:30 uur | Oman | 0 – 1         | Togo | Soharstadion, Sohar |
| 29 december Vriendschappelijk № 379 «onderlinge duels» 18:30 uur |      | 83' Dové Womé |      | Soharstadion, Sohar |

### 2013
|                                                                |                                                             |       |                            |                                                                             |
| 5 januari Vriendschappelijk № 380 «onderlinge duels» 18:30 uur | Niger                                                       | 3 – 1 | Togo                       | Stade General Seyni Kountche, Niamey Scheidsrechter: Juste Ephrem Zio (BUR) |
| 5 januari Vriendschappelijk № 380 «onderlinge duels» 18:30 uur | Boubacar Issoufou 17' Mohamed Chikoto 60' Moussa Maâzou 90' |       | 19' (e.d.) Mohamed Chikoto | Stade General Seyni Kountche, Niamey Scheidsrechter: Juste Ephrem Zio (BUR) |

|                                                                 |                                  |       |                     |                                                               |
| 13 januari Vriendschappelijk № 381 «onderlinge duels» 18:30 uur | Togo                             | 2 – 1 | Niger               | Stade de Kégué, Lomé Scheidsrechter: Gustave Tohouegnon (BEN) |
| 13 januari Vriendschappelijk № 381 «onderlinge duels» 18:30 uur | Euloge Fessou 5' Floyd Ayité 90' |       | 89' Ali Abdoulrazak | Stade de Kégué, Lomé Scheidsrechter: Gustave Tohouegnon (BEN) |

| Afrikaans kampioenschap voetbal 2013 |
| ------------------------------------ |

|                                                                               |                            |       |                      |                                                                                         |
| 22 januari Afrikaans kampioenschap Groep D № 382 «onderlinge duels» 18:00 uur | Ivoorkust                  | 2 – 1 | Togo                 | Royal Bafokengstadion, Rustenburg Toeschouwers: 2.000 Scheidsrechter: Sidi Alioum (CMR) |
| 22 januari Afrikaans kampioenschap Groep D № 382 «onderlinge duels» 18:00 uur | Yaya Touré 8' Gervinho 88' |       | 45+2' Jonathan Ayité | Royal Bafokengstadion, Rustenburg Toeschouwers: 2.000 Scheidsrechter: Sidi Alioum (CMR) |

|                                                                               |          |                                       |      |                                                                                                  |
| 26 januari Afrikaans kampioenschap Groep D № 383 «onderlinge duels» 20:00 uur | Algerije | 0 – 2                                 | Togo | Royal Bafokengstadion, Rustenburg Toeschouwers: 25.000 Scheidsrechter: Hamada Nampiandraza (MAD) |
| 26 januari Afrikaans kampioenschap Groep D № 383 «onderlinge duels» 20:00 uur |          | 31' Emmanuel Adebayor 90+3' Dové Womé |      | Royal Bafokengstadion, Rustenburg Toeschouwers: 25.000 Scheidsrechter: Hamada Nampiandraza (MAD) |

|                                                                               |                 |       |                           |                                                                                     |
| 30 januari Afrikaans kampioenschap Groep D № 384 «onderlinge duels» 18:00 uur | Togo            | 1 – 1 | Tunesië                   | Mbombelastadion, Nelspruit Toeschouwers: 7.500 Scheidsrechter: Daniel Bennett (RSA) |
| 30 januari Afrikaans kampioenschap Groep D № 384 «onderlinge duels» 18:00 uur | Serge Gakpé 13' |       | 30' (pen.) Khaled Mouelhi | Mbombelastadion, Nelspruit Toeschouwers: 7.500 Scheidsrechter: Daniel Bennett (RSA) |

|                                                                                   |                        |              |      |                                                                                     |
| 3 februari Afrikaans kampioenschap Kwartfinale № 385 «onderlinge duels» 18:30 uur | Burkina Faso           | 1 – 0 (n.v.) | Togo | Mbombelastadion, Nelspruit Toeschouwers: 27.000 Scheidsrechter: Badara Diatta (SEN) |
| 3 februari Afrikaans kampioenschap Kwartfinale № 385 «onderlinge duels» 18:30 uur | Jonathan Pitroipa 105' |              |      | Mbombelastadion, Nelspruit Toeschouwers: 27.000 Scheidsrechter: Badara Diatta (SEN) |

|  |  |  |  |  |  |  |  |  |

|                                                                          |                                          |       |               |                                                                                          |
| 23 maart Kwalificatie WK 2014 Groep I № 386 «onderlinge duels» 14:30 uur | Kameroen                                 | 2 – 1 | Togo          | Stade Ahmadou-Ahidjo, Yaoundé Toeschouwers: 30.000 Scheidsrechter: Djamel Haimoudi (ALG) |
| 23 maart Kwalificatie WK 2014 Groep I № 386 «onderlinge duels» 14:30 uur | Samuel Eto'o 42' (pen.) Samuel Eto'o 82' |       | 45' Dové Womé | Stade Ahmadou-Ahidjo, Yaoundé Toeschouwers: 30.000 Scheidsrechter: Djamel Haimoudi (ALG) |

|                                                             |                    |                              |      |                       |
| 5 juni Vriendschappelijk № 387 «onderlinge duels» 17:00 uur | Equatoriaal-Guinea | 0 – 1                        | Togo | Estadio de Bata, Bata |
| 5 juni Vriendschappelijk № 387 «onderlinge duels» 17:00 uur |                    | 72' (pen.) Moustapha Salifou |      | Estadio de Bata, Bata |

|                                                                        |                                        |       |          |                                                                                         |
| 9 juni Kwalificatie WK 2014 Groep I № 388 «onderlinge duels» 16:30 uur | Togo                                   | 0 – 3 | Kameroen | Stade de Kégué, Lomé Toeschouwers: 20.000 Scheidsrechter: Rajindraparsad Seechurn (MRI) |
| 9 juni Kwalificatie WK 2014 Groep I № 388 «onderlinge duels» 16:30 uur | Komlan Amewou 31' Lalawélé Atakora 71' |       |          | Stade de Kégué, Lomé Toeschouwers: 20.000 Scheidsrechter: Rajindraparsad Seechurn (MRI) |

|                                                                         |                                                    |       |      |                                                                                    |
| 14 juni Kwalificatie WK 2014 Groep I № 389 «onderlinge duels» 18:00 uur | Libië                                              | 2 – 0 | Togo | 11 Junistadion, Tripoli Toeschouwers: 40.000 Scheidsrechter: Mohamed Benouza (ALG) |
| 14 juni Kwalificatie WK 2014 Groep I № 389 «onderlinge duels» 18:00 uur | Faisal Al-Badri 7' (pen.) Komlan Amewou 17' (e.d.) |       |      | 11 Junistadion, Tripoli Toeschouwers: 40.000 Scheidsrechter: Mohamed Benouza (ALG) |

|                                                                             |                                           |       |                  |                                                                                    |
| 8 september Kwalificatie WK 2014 Groep I № 390 «onderlinge duels» 15:30 uur | Togo                                      | 2 – 1 | Congo-Kinshasa   | Stade de Kégué, Lomé Toeschouwers: 16.000 Scheidsrechter: Bouchaïb El Ahrach (MAR) |
| 8 september Kwalificatie WK 2014 Groep I № 390 «onderlinge duels» 15:30 uur | Lalawélé Atakora 34' Backer Aloenouvo 90' |       | 84' Patou Ebunga | Stade de Kégué, Lomé Toeschouwers: 16.000 Scheidsrechter: Bouchaïb El Ahrach (MAR) |

### 2014
|                                                                             |                                              |       |                    |                                                                   |
| 5 september Kwalificatie AK 2015 Groep E № 391 «onderlinge duels» 20:00 uur | Guinee                                       | 2 – 1 | Togo               | Stade Mohamed V, Casablanca Scheidsrechter: Rédouande Jiyed (MAR) |
| 5 september Kwalificatie AK 2015 Groep E № 391 «onderlinge duels» 20:00 uur | Seydouba Soumah 11' (pen.) Idrissa Sylla 44' |       | 56' Jonathan Ayité | Stade Mohamed V, Casablanca Scheidsrechter: Rédouande Jiyed (MAR) |

|                                                                              |                                       |       |                                                                |                                                            |
| 10 september Kwalificatie AK 2015 Groep E № 392 «onderlinge duels» 17:00 uur | Togo                                  | 2 – 3 | Ghana                                                          | Stade de Kégué, Lomé Scheidsrechter: Mohamed Benouza (ALG) |
| 10 september Kwalificatie AK 2015 Groep E № 392 «onderlinge duels» 17:00 uur | Floyd Ayité 11' Emmanuel Adebayor 76' |       | 23' Asamoah Gyan 34' Emmanuel Agyemang-Badu 85' Christian Atsu | Stade de Kégué, Lomé Scheidsrechter: Mohamed Benouza (ALG) |

|                                                                            |         |                 |      |                                                                    |
| 11 oktober Kwalificatie AK 2015 Groep E № 393 «onderlinge duels» 16:00 uur | Oeganda | 0 – 1           | Togo | Nelson Mandelastadion, Kampala Scheidsrechter: Davies Omweno (KEN) |
| 11 oktober Kwalificatie AK 2015 Groep E № 393 «onderlinge duels» 16:00 uur |         | 30' Donou Kokou |      | Nelson Mandelastadion, Kampala Scheidsrechter: Davies Omweno (KEN) |

|                                                                            |                  |       |         |                                                          |
| 15 oktober Kwalificatie AK 2015 Groep E № 394 «onderlinge duels» 16:00 uur | Togo             | 1 – 0 | Oeganda | Stade de Kégué, Lomé Scheidsrechter: Wiish Yabarow (SOM) |
| 15 oktober Kwalificatie AK 2015 Groep E № 394 «onderlinge duels» 16:00 uur | Serge Akakpo 70' |       |         | Stade de Kégué, Lomé Scheidsrechter: Wiish Yabarow (SOM) |

|                                                                             |                       |       |                                                                               |                                                        |
| 15 november Kwalificatie AK 2015 Groep E № 395 «onderlinge duels» 15:30 uur | Togo                  | 1 – 4 | Guinee                                                                        | Stade de Kégué, Lomé Scheidsrechter: Slim Jedidi (TUN) |
| 15 november Kwalificatie AK 2015 Groep E № 395 «onderlinge duels» 15:30 uur | Emmanuel Adebayor 69' |       | 17' Idrissa Sylla 39' Seydouba Soumah 60' Seydouba Soumah 66' Seydouba Soumah | Stade de Kégué, Lomé Scheidsrechter: Slim Jedidi (TUN) |

|                                                                             |                                                               |       |                    |                                                               |
| 19 november Kwalificatie AK 2015 Groep E № 396 «onderlinge duels» 15:00 uur | Ghana                                                         | 3 – 1 | Togo               | Baba Yarastadion, Kumasi Scheidsrechter: Bakary Gassama (GAM) |
| 19 november Kwalificatie AK 2015 Groep E № 396 «onderlinge duels» 15:00 uur | Abdul Waris 23' Wakaso Mubarak 26' Emmanuel Agyemang-Badu 69' |       | 48' Jonathan Ayité | Baba Yarastadion, Kumasi Scheidsrechter: Bakary Gassama (GAM) |

### 2015
|                                                               |                 |       |                    |                                                                                 |
| 28 maart Vriendschappelijk № 397 «onderlinge duels» 17:30 uur | Mauritius       | 1 – 1 | Togo               | Stade Anjalay, Mapou Toeschouwers: 1.900 Scheidsrechter: Ganesh Chutooree (MRI) |
| 28 maart Vriendschappelijk № 397 «onderlinge duels» 17:30 uur | Andy Sophie 16' |       | 82' Jonathan Ayité | Stade Anjalay, Mapou Toeschouwers: 1.900 Scheidsrechter: Ganesh Chutooree (MRI) |

|                                                             |                    |       |      |                                                                                       |
| 8 juni Vriendschappelijk № 398 «onderlinge duels» 17:30 uur | Ghana              | 1 – 0 | Togo | Accra Sports Stadium, Accra Toeschouwers: 4.000 Scheidsrechter: Shuaibu Abdulai (NGR) |
| 8 juni Vriendschappelijk № 398 «onderlinge duels» 17:30 uur | Bernard Mensah 38' |       |      | Accra Sports Stadium, Accra Toeschouwers: 4.000 Scheidsrechter: Shuaibu Abdulai (NGR) |

|                                                                         |                                              |       |                   |                                                          |
| 14 juni Kwalificatie AK 2017 Groep A № 399 «onderlinge duels» 15:30 uur | Togo                                         | 2 – 1 | Liberia           | Stade de Kégué, Lomé Scheidsrechter: Denis Dembélé (CIV) |
| 14 juni Kwalificatie AK 2017 Groep A № 399 «onderlinge duels» 15:30 uur | Sadat Ouro-Akoriko 63' Emmanuel Adebayor 87' |       | 43' William Jebor | Stade de Kégué, Lomé Scheidsrechter: Denis Dembélé (CIV) |

|                                                                             |          |                                 |      |                                                                          |
| 4 september Kwalificatie AK 2017 Groep A № 400 «onderlinge duels» 18:00 uur | Djibouti | 0 – 2                           | Togo | El Hadj Hassan Gouledstadion, Djibouti Scheidsrechter: Ring Malong (SSD) |
| 4 september Kwalificatie AK 2017 Groep A № 400 «onderlinge duels» 18:00 uur |          | 5' Serge Akakpo 43' Floyd Ayité |      | El Hadj Hassan Gouledstadion, Djibouti Scheidsrechter: Ring Malong (SSD) |

|                                                                      |                                        |       |      |                                                                           |
| 17 oktober Kwalificatie CHAN 2016 № 401 «onderlinge duels» 17:00 uur | Niger                                  | 2 – 0 | Togo | Stade General Seyni Kountche, Niamey Scheidsrechter: Ferdinand Udoh (NGR) |
| 17 oktober Kwalificatie CHAN 2016 № 401 «onderlinge duels» 17:00 uur | Idrissa Halidou 11' Koffi Dan Kowa 14' |       |      | Stade General Seyni Kountche, Niamey Scheidsrechter: Ferdinand Udoh (NGR) |

|                                                                      |                 |       |                    |                                                        |
| 25 oktober Kwalificatie CHAN 2016 № 402 «onderlinge duels» 15:30 uur | Togo            | 1 – 1 | Niger              | Stade de Kégué, Lomé Scheidsrechter: Fidel Gomes (GBS) |
| 25 oktober Kwalificatie CHAN 2016 № 402 «onderlinge duels» 15:30 uur | Gnama Akaté 18' |       | 20' Koffi Dan Kowa | Stade de Kégué, Lomé Scheidsrechter: Fidel Gomes (GBS) |

|                                                                                  |      |                 |         |                                                                                |
| 12 november Kwalificatie WK 2018 Tweede ronde № 403 «onderlinge duels» 15:30 uur | Togo | 0 – 1           | Oeganda | Stade de Kégué, Lomé Toeschouwers: 25.000 Scheidsrechter: Yakhouba Keita (GUI) |
| 12 november Kwalificatie WK 2018 Tweede ronde № 403 «onderlinge duels» 15:30 uur |      | 39' Farouk Miya |         | Stade de Kégué, Lomé Toeschouwers: 25.000 Scheidsrechter: Yakhouba Keita (GUI) |

|                                                                                  |                                                     |       |      |                                                                                               |
| 15 november Kwalificatie WK 2018 Tweede ronde № 404 «onderlinge duels» 15:00 uur | Oeganda                                             | 3 – 0 | Togo | Nelson Mandelastadion, Kampala Toeschouwers: 40.000 Scheidsrechter: Hamada Nampiandraza (MAD) |
| 15 november Kwalificatie WK 2018 Tweede ronde № 404 «onderlinge duels» 15:00 uur | Geoffrey Massa 4' Farouk Miya 41' Farouk Miya 45+1' |       |      | Nelson Mandelastadion, Kampala Toeschouwers: 40.000 Scheidsrechter: Hamada Nampiandraza (MAD) |

### 2016
|                                                                          |                    |       |      |                                                                                              |
| 25 maart Kwalificatie AK 2017 Groep A № 405 «onderlinge duels» 17:00 uur | Tunesië            | 1 – 0 | Togo | Mustapha Ben Jannetstadion, Monastir Toeschouwers: 14.000 Scheidsrechter: Joshua Bondo (BOT) |
| 25 maart Kwalificatie AK 2017 Groep A № 405 «onderlinge duels» 17:00 uur | Youssef Msakni 46' |       |      | Mustapha Ben Jannetstadion, Monastir Toeschouwers: 14.000 Scheidsrechter: Joshua Bondo (BOT) |

|                                                                          |      |       |         |                                                           |
| 29 maart Kwalificatie AK 2017 Groep A № 406 «onderlinge duels» 15:00 uur | Togo | 0 – 0 | Tunesië | Stade de Kégué, Lomé Scheidsrechter: Bakary Gassama (GAM) |
| 29 maart Kwalificatie AK 2017 Groep A № 406 «onderlinge duels» 15:00 uur |      |       |         | Stade de Kégué, Lomé Scheidsrechter: Bakary Gassama (GAM) |

|                                                             |                     |       |        |                                                           |
| 27 mei Vriendschappelijk № 407 «onderlinge duels» 17:00 uur | Togo                | 1 – 0 | Zambia | Stade de Kégué, Lomé Scheidsrechter: William Agbovi (GHA) |
| 27 mei Vriendschappelijk № 407 «onderlinge duels» 17:00 uur | Mathieu Dossevi 20' |       |        | Stade de Kégué, Lomé Scheidsrechter: William Agbovi (GHA) |

|                                                                        |                                    |       |                                |                                                                    |
| 5 juni Kwalificatie AK 2017 Groep A № 408 «onderlinge duels» 17:00 uur | Liberia                            | 2 – 2 | Togo                           | Antoinette Tubmanstad, Monrovia Scheidsrechter: Gehad Grisha (EGY) |
| 5 juni Kwalificatie AK 2017 Groep A № 408 «onderlinge duels» 17:00 uur | Gizzie Dorbor 4' William Jebor 55' |       | 68' Floyd Ayité 83' Kodjo Laba | Antoinette Tubmanstad, Monrovia Scheidsrechter: Gehad Grisha (EGY) |

|                                                                             | |       |          |                                                         |
| 4 september Kwalificatie AK 2017 Groep A № 409 «onderlinge duels» 18:30 uur | Togo                                                                                                | 5 – 0 | Djibouti | Stade de Kégué, Lomé Scheidsrechter: Gomno Daouda (NIG) |
| 4 september Kwalificatie AK 2017 Groep A № 409 «onderlinge duels» 18:30 uur | Vincent Bossou 25' Mathieu Dossevi 44' Kodjo Laba 52' Komlan Agbégniadan 89' Komlan Agbégniadan 90' |       |          | Stade de Kégué, Lomé Scheidsrechter: Gomno Daouda (NIG) |

|                                                                |                      |       |         |                                                               |
| 4 oktober Vriendschappelijk № 410 «onderlinge duels» 17:00 uur | Togo                 | 1 – 0 | Oeganda | Stade de Kégué, Lomé Scheidsrechter: Gustave Tohouegnon (BEN) |
| 4 oktober Vriendschappelijk № 410 «onderlinge duels» 17:00 uur | Lalawélé Atakora 32' |       |         | Stade de Kégué, Lomé Scheidsrechter: Gustave Tohouegnon (BEN) |

|                                                                |                               |       |            |                                                           |
| 9 oktober Vriendschappelijk № 411 «onderlinge duels» 17:00 uur | Togo                          | 2 – 0 | Mozambique | Stade de Kégué, Lomé Scheidsrechter: Joseph Lamptey (GHA) |
| 9 oktober Vriendschappelijk № 411 «onderlinge duels» 17:00 uur | Kodjo Laba 39' Kodjo Laba 47' |       |            | Stade de Kégué, Lomé Scheidsrechter: Joseph Lamptey (GHA) |

|                                                                  |                                          |       |                                     |                                                                                 |
| 11 november Vriendschappelijk № 412 «onderlinge duels» 15:00 uur | Togo                                     | 2 – 2 | Comoren                             | Stade El Menzah, Tunis Toeschouwers: 50 Scheidsrechter: Nasrallah Jaouadi (TUN) |
| 11 november Vriendschappelijk № 412 «onderlinge duels» 15:00 uur | Floyd Ayité 37' Komlan Agbégniadan 90+2' |       | 43' Ben El Fardou 76' Ben El Fardou | Stade El Menzah, Tunis Toeschouwers: 50 Scheidsrechter: Nasrallah Jaouadi (TUN) |

|                                                                  |                                       |       |                |                                                                                               |
| 15 november Vriendschappelijk № 413 «onderlinge duels» 19:00 uur | Marokko                               | 2 – 1 | Togo           | Stade de Marrakech, Marrakech Toeschouwers: 4.000 Scheidsrechter: Abdulrahman Al-Jassim (QAT) |
| 15 november Vriendschappelijk № 413 «onderlinge duels» 19:00 uur | Khalid Boutaïb 17' Khalid Boutaïb 58' |       | 9' Floyd Ayité | Stade de Marrakech, Marrakech Toeschouwers: 4.000 Scheidsrechter: Abdulrahman Al-Jassim (QAT) |

### 2017
| Afrikaans kampioenschap 2017 |
| ---------------------------- |

|                                                                               |           |       |      |                                                             |
| 16 januari Afrikaans kampioenschap Groep C № 414 «onderlinge duels» 17:00 uur | Ivoorkust | 0 – 0 | Togo | Stade d'Oyem, Oyem Scheidsrechter: Eric Otogo-Castane (GAB) |
| 16 januari Afrikaans kampioenschap Groep C № 414 «onderlinge duels» 17:00 uur |           |       |      | Stade d'Oyem, Oyem Scheidsrechter: Eric Otogo-Castane (GAB) |

|                                                                               |                                                            |       |                    |                                                          |
| 20 januari Afrikaans kampioenschap Groep C № 415 «onderlinge duels» 20:00 uur | Marokko                                                    | 3 – 1 | Togo               | Stade d'Oyem, Oyem Scheidsrechter: Mahamadou Keita (MLI) |
| 20 januari Afrikaans kampioenschap Groep C № 415 «onderlinge duels» 20:00 uur | Aziz Bouhaddouz 14' Romain Saïss 21' Youssef En-Nesyri 72' |       | 5' Mathieu Dossevi | Stade d'Oyem, Oyem Scheidsrechter: Mahamadou Keita (MLI) |

|                                                                               |                       |       |                                                             |                                                                         |
| 24 januari Afrikaans kampioenschap Groep C № 416 «onderlinge duels» 20:00 uur | Togo                  | 1 – 3 | Congo-Kinshasa                                              | Stade de Port-Gentil, Port-Gentil Scheidsrechter: Malang Diedhiou (SEN) |
| 24 januari Afrikaans kampioenschap Groep C № 416 «onderlinge duels» 20:00 uur | Kodjo Fo-Doh Laba 69' |       | 29' Junior Kabananga 54' Ndombe Mubele 80' Paul-José M'Poku | Stade de Port-Gentil, Port-Gentil Scheidsrechter: Malang Diedhiou (SEN) |

|  |  |  |  |  |  |  |  |  |

|                                                               |       |       |      |                                                                                            |
| 24 maart Vriendschappelijk № 417 «onderlinge duels» 18:00 uur | Libië | 0 – 0 | Togo | Borg El Arabstadion, Alexandrië Toeschouwers: 75 Scheidsrechter: Ibrahim Nour El Din (EGY) |
| 24 maart Vriendschappelijk № 417 «onderlinge duels» 18:00 uur |       |       |      | Borg El Arabstadion, Alexandrië Toeschouwers: 75 Scheidsrechter: Ibrahim Nour El Din (EGY) |

|                                                               |                                                    |       |      |                                                                                           |
| 28 maart Vriendschappelijk № 418 «onderlinge duels» 18:00 uur | Egypte                                             | 3 – 0 | Togo | Borg El Arabstadion, Alexandrië Toeschouwers: 10.000 Scheidsrechter: Mohamed Hanafi (EGY) |
| 28 maart Vriendschappelijk № 418 «onderlinge duels» 18:00 uur | Kahraba 49' Ahmed El Sheikh 56' Mohamed Elneny 63' |       |      | Borg El Arabstadion, Alexandrië Toeschouwers: 10.000 Scheidsrechter: Mohamed Hanafi (EGY) |

|                                                             |                                                    |       |      |                                                         |
| 1 juni Vriendschappelijk № 419 «onderlinge duels» 18:00 uur | Nigeria                                            | 3 – 0 | Togo | Stade Municipal, Saint-Leu-la-Forêt Toeschouwers: 1.000 |
| 1 juni Vriendschappelijk № 419 «onderlinge duels» 18:00 uur | Ahmed Musa 2' Ahmed Musa 18' Kelechi Iheanacho 28' |       |      | Stade Municipal, Saint-Leu-la-Forêt Toeschouwers: 1.000 |

|                                                                        |                   |       |      |                                                                  |
| 9 juni Kwalificatie AK 2019 Groep D № 420 «onderlinge duels» 22:00 uur | Algerije          | 1 – 0 | Togo | Stade Mustapha Tchaker, Blida Scheidsrechter: Joshua Bondo (BOT) |
| 9 juni Kwalificatie AK 2019 Groep D № 420 «onderlinge duels» 22:00 uur | Sofiane Hanni 22' |       |      | Stade Mustapha Tchaker, Blida Scheidsrechter: Joshua Bondo (BOT) |

|                                                                   |                     |       |                     |                                                                         |
| 16 juli Kwalificatie CHAN 2018 № 421 «onderlinge duels» 15:00 uur | Togo                | 1 – 1 | Benin               | Stade de Kégué, Lomé Scheidsrechter: Abdoulaye Rhissa Almoustapha (NIG) |
| 16 juli Kwalificatie CHAN 2018 № 421 «onderlinge duels» 15:00 uur | Koidjou Sewonou 47' |       | 43' Marcelin Koukpo | Stade de Kégué, Lomé Scheidsrechter: Abdoulaye Rhissa Almoustapha (NIG) |

|                                                                   |                 |       |                    |                                                                 |
| 23 juli Kwalificatie CHAN 2018 № 422 «onderlinge duels» 16:00 uur | Benin           | 1 – 1 | Togo               | Stade de l'Amitié, Cotonou Scheidsrechter: William Agbovi (GHA) |
| 23 juli Kwalificatie CHAN 2018 № 422 «onderlinge duels» 16:00 uur | Waris Aboki 52' |       | 73' Koidjo Sewonou | Stade de l'Amitié, Cotonou Scheidsrechter: William Agbovi (GHA) |
| 23 juli Kwalificatie CHAN 2018 № 422 «onderlinge duels» 16:00 uur | Strafschoppen   |       |                    | Stade de l'Amitié, Cotonou Scheidsrechter: William Agbovi (GHA) |
| 23 juli Kwalificatie CHAN 2018 № 422 «onderlinge duels» 16:00 uur | 8 – 7           |       |                    | Stade de l'Amitié, Cotonou Scheidsrechter: William Agbovi (GHA) |

|                                                                               |               |       |      |                                                               |
| 12 september WAFU Nations Cup Eerste ronde № 423 «onderlinge duels» 15:00 uur | Ivoorkust     | 0 – 0 | Togo | Cape Coaststadion, Cape Coast Scheidsrechter: Baba Léno (GUI) |
| 12 september WAFU Nations Cup Eerste ronde № 423 «onderlinge duels» 15:00 uur |               |       |      | Cape Coaststadion, Cape Coast Scheidsrechter: Baba Léno (GUI) |
| 12 september WAFU Nations Cup Eerste ronde № 423 «onderlinge duels» 15:00 uur | Strafschoppen |       |      | Cape Coaststadion, Cape Coast Scheidsrechter: Baba Léno (GUI) |
| 12 september WAFU Nations Cup Eerste ronde № 423 «onderlinge duels» 15:00 uur | 4 – 3         |       |      | Cape Coaststadion, Cape Coast Scheidsrechter: Baba Léno (GUI) |

|                                                                |                                           |       |      |                                                                             |
| 5 oktober Vriendschappelijk № 424 «onderlinge duels» 18:00 uur | Iran                                      | 2 – 0 | Togo | Azadistadion, Teheran Toeschouwers: 4.500 Scheidsrechter: Yaqoob Baki (OMA) |
| 5 oktober Vriendschappelijk № 424 «onderlinge duels» 18:00 uur | Karim Ansarifard 53' Karim Ansarifard 60' |       |      | Azadistadion, Teheran Toeschouwers: 4.500 Scheidsrechter: Yaqoob Baki (OMA) |

|                                                                  | |       |           |                                                              |
| 12 november Vriendschappelijk № 425 «onderlinge duels» 16:00 uur | Togo | 6 – 0 | Mauritius | Stade de Kégué, Lomé Scheidsrechter: Bakoubebile Bebou (TOG) |
| 12 november Vriendschappelijk № 425 «onderlinge duels» 16:00 uur | Mathieu Dossevi 19' Kodjo Laba 26' Kodjo Laba 62' Emmanuel Adebayor 77' Kodjo Laba 88' Kodjo Laba 90+5' |       |           | Stade de Kégué, Lomé Scheidsrechter: Bakoubebile Bebou (TOG) |

### 2018
|                                                               |      |       |            |                                                                                              |
| 21 maart Vriendschappelijk № 426 «onderlinge duels» 18:00 uur | Togo | 0 – 0 | Madagaskar | Stade Municipale, Saint-Leu-la-Forêt Toeschouwers: 400 Scheidsrechter: Bastien Dechepy (FRA) |
| 21 maart Vriendschappelijk № 426 «onderlinge duels» 18:00 uur |      |       |            | Stade Municipale, Saint-Leu-la-Forêt Toeschouwers: 400 Scheidsrechter: Bastien Dechepy (FRA) |

|                                                               |                                 |       |                                   |                                                                                            |
| 24 maart Vriendschappelijk № 427 «onderlinge duels» 20:00 uur | Togo                            | 0 – 2 | Ivoorkust                         | Stade Pierre Brisson, Beauvais Toeschouwers: 1.000 Scheidsrechter: Hakim Ben El Hadj (FRA) |
| 24 maart Vriendschappelijk № 427 «onderlinge duels» 20:00 uur | Floyd Ayité 42' Floyd Ayité 55' |       | 16' Nicolas Pépé 24' Nicolas Pépé | Stade Pierre Brisson, Beauvais Toeschouwers: 1.000 Scheidsrechter: Hakim Ben El Hadj (FRA) |

FTF · Selecties · Togolees vrouwenelftal
1950 – 1959 · 
1960 – 1969 · 
1970 – 1979 · 
1980 – 1989 · 
1990 – 1999 · 
2000 – 2009 · 
2010 – 2019 ·
2020 − 2029
WK 2006
Algerije ·
Angola ·
Bahrein ·
Benin ·
Botswana ·
Bukina Faso ·
Centraal-Afrikaanse Republiek ·
Chili ·
Comoren ·
Congo-Bazzaville ·
Congo-Kinshasa ·
Denemarken ·
Djibouti ·
Egypte ·
Equatoriaal-Guinea ·
Ethiopië ·
Frankrijk ·
Gabon ·
Gambia ·
Ghana ·
Guinee ·
Guinee-Bissau ·
Iran ·
Ivoorkust ·
Japan ·
Kaapverdië ·
Kameroen ·
Kenia ·
Lesotho ·
Liberia ·
Libië ·
Liechtenstein ·
Luxemburg ·
Madagaskar ·
Malawi ·
Mali ·
Marokko ·
Mauritanië ·
Mauritius ·
Mozambique ·
Namibië ·
Niger ·
Nigeria ·
Oeganda ·
Oman ·
Paraguay ·
Rwanda ·
Sao Tomé en Principe ·
Saoedi-Arabië ·
Senegal ·
Sierra Leone ·
Soedan ·
Swaziland ·
Tsjaad ·
Tunesië ·
Verenigde Arabische Emiraten ·
Zambia ·
Zimbabwe ·
Zuid-Korea ·
Zuid-Soedan ·
Zwitserland
Frankrijk (2006) · 
Zuid-Korea (2006) · 
Zwitserland (2006)
AFC-zone: Afghanistan · Australië · Bahrein · Bangladesh · Bhutan · Brunei · Cambodja · China · Chinees Taipei · Filipijnen · Guam · Hongkong · India · Indonesië · Iran · Irak · Japan · Jemen · Jordanië · Koeweit · Kirgizië · Laos · Libanon · Macau · Maleisië · Maldiven · Mongolië · Myanmar · Nepal · Noord-Korea · Oezbekistan · Oman · Oost-Timor · Pakistan · Palestina · Qatar · Saoedi-Arabië · Singapore · Sri Lanka · Syrië · Tadjikistan · Thailand · Turkmenistan · Verenigde Arabische Emiraten · Vietnam · Zuid-Korea

CAF-zone: Algerije · Angola · Benin · Botswana · Burkina Faso · Burundi · Centraal-Afrikaanse Republiek · Comoren · Congo-Brazzaville · Congo-Kinshasa · Djibouti · Egypte · Equatoriaal-Guinea · Eritrea · Ethiopië · Gabon · Gambia · Ghana · Guinee · Guinee-Bissau · Ivoorkust · Kaapverdië · Kameroen · Kenia · Lesotho · Liberia · Libië · Madagaskar · Malawi · Mali · Mauritanië · Mauritius · Marokko · Mozambique · Namibië · Niger · Nigeria · Oeganda · Rwanda · Sao Tomé en Principe · Senegal · Seychellen · Sierra Leone · Soedan · Somalië · Swaziland · Tanzania · Togo · Tsjaad · Tunesië · Zambia · Zimbabwe · Zuid-Afrika · Zuid-Soedan 

CONCACAF-zone: Amerikaanse Maagdeneilanden · Anguilla · Antigua en Barbuda · Aruba · Bahama's · Barbados · Belize · Bermuda · Britse Maagdeneilanden · Canada · Kaaimaneilanden · Costa Rica · Cuba · Curaçao · Dominica · Dominicaanse Republiek · El Salvador · Frans Guyana · Grenada · Guadeloupe · Guatemala · Guyana · Haïti · Honduras · Jamaica · Martinique · Mexico · Montserrat · 
Nicaragua · Panama · Puerto Rico · Saint Kitts en Nevis · Saint Lucia · Saint Vincent en de Grenadines · Sint Maarten · Suriname · Trinidad en Tobago · Turks- en Caicoseilanden · Verenigde Staten

CONMEBOL-zone: Argentinië · Bolivia · Brazilië · Chili · Colombia · Ecuador · Paraguay · Peru · Uruguay · Venezuela

OFC-zone: Amerikaans-Samoa · Cookeilanden · Fiji · Nieuw-Caledonië · Nieuw-Zeeland · Papoea-Nieuw-Guinea · Samoa · Salomoneilanden · Tahiti · Tonga · Vanuatu

UEFA-zone: Albanië · Andorra · Armenië · Azerbeidzjan · België · Bosnië en Herzegovina · Bulgarije · Cyprus · Denemarken · Duitsland · Engeland · Estland · Faeröer · Finland · Frankrijk · Georgië · Gibraltar · Griekenland · Hongarije · IJsland · Ierland · Israël · Italië · Kazachstan · Kosovo · Kroatië · Letland · Liechtenstein · Litouwen · Luxemburg · Macedonië · Malta · Moldavië · Montenegro · Nederland · Noord-Ierland · Noorwegen · Oekraïne · Oostenrijk · Polen · Portugal · Roemenië · Rusland · San Marino · Schotland · Servië · Slovenië · Slowakije · Spanje · Tsjechië · Turkije · Wales · Wit-Rusland · Zweden · Zwitserland